# Habitatges plaça Dr. Fleming - c. del Mar (Alcanar)
Els Habitatges plaça Dr. Fleming - c. del Mar són una obra d'Alcanar (Montsià) inclosa a l'Inventari del Patrimoni Arquitectònic de Catalunya.

## Descripció
Els edificis de la Plaça del Dr. Fleming componen un conjunt d'habitatges més o menys uniformes, amb dates de construcció que abasten la majoria entre 1860 i 1910 -segons el que indiquen les llindes-.
Les construccions normalment mantenen l'estructura, essent poques les de nova factura. Solen tenir les obertures amb llindes, de fusta o pedra,i portes de muntants. Als pisos són freqüents els balcons, tant de pedra com de ferro, amb base enrajolada.
Del carrer Mar en destaquen el núm. 4 (1920) -amb façana arrebossada de manera que simula carreus i decoració molt simplista d'ones i flors al primer pis-, el núm. 14 -antic forn de pa construït el 1867-, i el núm. 16 -amb un treball de enreixat molt cuidat i un arrebossat que emmarca les obertures.
De la plaça caldria comentar el núm. 5 -amb la inscripció "M.F. 1900" i la façana pintada i muntants extrems amb un dibuix geomètric senzill- i el núm. 7 -entrada a la cotxera de la casa O'Connor- amb data del 1910, arrebossat que simula carreus encoixinats i barana balustrada al terrat.